# Vịt siêu nâu TsN
Vịt siêu sâu TsN 15 (TsN15-Đại Xuyên) là một giống vịt chuyên trứng mới ở Việt Nam.

## Đặc điểm
Lúc mới nở, vịt có lông màu vàng, đuôi phớt xám, chân và mỏ màu vàng. Khi trưởng thành, lông màu nâu nhạt, chân và mỏ màu vàng; con trống có màu nâu đậm quanh cổ, đuôi có lông móc. Khối lượng cơ thể đến 8 tuần tuổi đạt 725 - 820 g/con; đến 16 tuần tuổi đạt 1.100 - 1.200 g/con. Vịt đẻ lúc 18 tuần tuổi, khi đạt 1200 g/con. Tỷ lệ đẻ 73 - 75%. Năng suất trứng đến 52 tuần đẻ 270 quả/mái/năm. Tiêu tốn thức ăn cho 10 quả trứng 2,2 - 2,4 kg. 